# Damien Gelabert
Damien Gelabert (* 10. Juni 1993) ist ein andorranischer Tennisspieler.

## Werdegang
Gelabert wurde im Mai 2012 für die andorranische Davis-Cup-Mannschaft in den Begegnungen  gegen San Marino, Mazedonien und Norwegen nominiert. Er bestritt zwei Einzel und drei Doppel, von denen er eins gewann. Es blieben seine bislang einzigen Einsätze im Davis Cup.